# 2da. Sección de Medio Monte
2da. Sección de Medio Monte är en ort i Mexiko.   Den ligger i kommunen Tuxtla Chico och delstaten Chiapas, i den sydöstra delen av landet, 900 km sydost om huvudstaden Mexico City. 2da. Sección de Medio Monte ligger 187 meter över havet och antalet invånare är 4 182.
Terrängen runt 2da. Sección de Medio Monte är huvudsakligen platt, men norrut är den kuperad. Runt 2da. Sección de Medio Monte är det tätbefolkat, med 442 invånare per kvadratkilometer. Närmaste större samhälle är Tapachula, 8,2 km väster om 2da. Sección de Medio Monte. Omgivningarna runt 2da. Sección de Medio Monte är en mosaik av jordbruksmark och naturlig växtlighet.